# Siobhan McDonough
Siobhan Mary McDonough (Andover, 16 augustus 1995) is een Amerikaans voetbalster die in 2017 en 2018 uitkwam voor PEC Zwolle.

## Carrièrestatistieken
| Seizoen                         | Club            | Land            | Competitie      | Competitie | Competitie | Beker | Beker | Internationaal | Internationaal | Overig | Overig | Totaal | Totaal |
| Seizoen                         | Club            | Land            | Competitie      | Wed.       | Dlp.       | Wed.  | Dlp.  | Wed.           | Dlp.           | Wed.   | Dlp.   | Wed.   | Dlp.   |
| ------------------------------- | --------------- | --------------- | --------------- | ---------- | ---------- | ----- | ----- | -------------- | -------------- | ------ | ------ | ------ | ------ |
| 2017/18                         | PEC Zwolle      | Nederland       | Eredivisie      | 22         | 0          | 1     | 0     | –              | –              | –      | –      | 23     | 0      |
| 2018/19                         | PEC Zwolle      | Nederland       | Eredivisie      | 14         | 0          | 0     | 0     | –              | –              | –      | –      | 14     | 0      |
| Carrière totaal                 | Carrière totaal | Carrière totaal | Carrière totaal | 36         | 0          | 1     | 0     | 0              | 0              | 0      | 0      | 37     | 0      |
| Bijgewerkt tot 23 december 2018 |                 |                 |                 |            |            |       |       |                |                |        |        |        |        |